# Italia 1
Italia 1 è un canale televisivo italiano privato di tipo generalista con target giovanile, diffuso a livello nazionale ed edito da Mediaset, società che ha acquistato il canale nel dicembre del 1982 dalla Rusconi, che lo aveva lanciato il 3 gennaio dello stesso anno.

## Storia

### Gestione Rusconi
Nasce il 3 gennaio 1982, due anni dopo la nascita di Canale 5, da un'idea dell'editore di carta stampata Edilio Rusconi come network che si appoggia a varie emittenti regionali, alcune di proprietà Rusconi, altre semplicemente affiliate per trasmettere sul territorio italiano attraverso l'escamotage dell'interconnessione. Le emittenti regionali erano 18, 4 delle quali (la capofila Antenna Nord, Quinta Rete, Telelazio e Tivuesse Telesecolo) avevano fatto parte del circuito GPE - Telemond, chiuso poco tempo prima. La presidenza della rete viene affidata a Roberto Conforti, già vicepresidente del Gruppo Rusconi, mentre la direzione era affidata a Lillo Tombolini.
Tra le emittenti locali interconnesse con Italia 1 vi erano Antenna Nord (Valle d'Aosta, Piemonte, Lombardia e Emilia-Romagna, anche Liguria dal 1983), Tivuesse Telesecolo fino al 1982 (Liguria), Televenezia e Antenna 3 Veneto (Veneto e Friuli-Venezia Giulia), Tele Bolzano (Trentino-Alto Adige), Canale 48 e TeleAmiata (Toscana e Umbria), TVA - Telecentro (Marche), TeleMare Abruzzo (Abruzzo), Quinta Rete e Telelazio (Lazio), Telecapri fino al 1984 e Teleposillipo (Campania, Molise e Basilicata), Antenna Sud fino al 1983 e Teleazzurro (Puglia), Video Calabria (Calabria), Telecolor e Telesicilia (Sicilia), Tele Costa Smeralda (Sardegna).
Il nascente network nazionale rusconiano iniziava la sua programmazione a mezzogiorno, con uno spazio dedicato ai ragazzi che proponeva alcuni telefilm di successo come la serie originale di Star Trek, nel primo pomeriggio la linea passava alle emittenti regionali per poi ripartire su scala nazionale con telefilm e, in pieno pomeriggio, con il contenitore di cartoni animati Bim Bum Bam. Nel tardo pomeriggio la linea tornava alle emittenti locali e dopo un'ora veniva proposto un telefilm (come la serie Paper Moon). In prima serata andavano in onda generalmente due film e un telefilm. La rete offriva inoltre molto spazio allo sport con programmi incentrati su calcio, boxe, basket e automobilismo, tra cui Grand Prix di Andrea de Adamich e Giulio Palumbo.
Tra le serie trasmesse in prima serata c'erano Falcon Crest, Kojak, La grande vallata, Project UFO, Mork & Mindy. Il 23 aprile 1982 viene reso ufficiale l'accordo tra il Gruppo Rusconi e il network statunitense CBS per l'assistenza tecnica e lo scambio di programmi.
Tuttavia a pochi mesi dalla sua accensione su scala nazionale, i conti della rete iniziano ad arrancare soprattutto a causa degli esosi costi di gestione degli impianti di trasmissione a cui un editore di carta stampata come Rusconi probabilmente non era abituato, ma anche a causa dell'aggressiva politica pubblicitaria attuata dal principale network concorrente, Canale 5. In effetti la rete di Rusconi si appoggiava a una concessionaria esterna per la gestione degli spazi pubblicitari, la Publikompass del Gruppo Fiat, mentre il canale di Silvio Berlusconi poteva contare su una concessionaria propria, Publitalia '80, che personalizzava in modo più flessibile i pacchetti pubblicitari in base ai clienti al limite del dumping.
Il 3 settembre 1982 Rusconi firma un accordo di collaborazione con Silvio Berlusconi, proprietario di Canale 5, incentrato soprattutto su una politica comune nella gestione dei tetti pubblicitari ma anche sull'utilizzo comune della rete di alta frequenza e lo scambio di alcuni programmi.
A novembre, tuttavia, Rusconi cede per circa 29 miliardi di lire il suo network alla Fininvest che lo fonde con la neoformata società "Rete 10", di cui il Giornale era azionista di maggioranza, per "fondare" la nuova Italia 1, seconda rete Fininvest rivolta ad un pubblico prevalentemente giovane. La cessione diventa effettiva il 1º gennaio 1983.

### Gestione Fininvest/Mediaset
Nei primi anni della gestione Fininvest, la rete propone un misto di intrattenimento leggero, film, telefilm e sport. Tra i primi grandi show trasmessi in prima serata Beauty Center Show, in onda la domenica con la coppia Franco Franchi e Ciccio Ingrassia, coadiuvata da Barbara Bouchet e Ric e Gian folies, in onda il lunedì con i comici Ric e Gian, coadiuvati da Edwige Fenech.
Nel 1983 la rete acquista grande notorietà grazie all'innovativo Drive In, trasmissione cult degli anni ottanta condotta da Gianfranco D'Angelo ed Ezio Greggio, insieme a tanti comici come Enrico Beruschi, Teo Teocoli, Massimo Boldi, Giorgio Faletti, i Trettré, Zuzzurro e Gaspare, Ric e Gian, Gigi e Andrea, Carlo Pistarino, Enzo Braschi, Margherita Fumero, Patrizio Roversi, Caterina Sylos Labini e Syusy Blady e soubrette tra cui Carmen Russo, Cristina Moffa, Lory Del Santo, Tinì Cansino, Antonia Dell'Atte, Ambra Orfei ed Eva Grimaldi. Lo show curato da Antonio Ricci registra subito un boom di ascolti con punte di oltre otto milioni di spettatori e lancia un linguaggio televisivo nuovo e moderno che ancora oggi identifica la cifra stilistica della televisione commerciale.
Nello stesso anno, al mercoledì sera arriva il format di un nuovo game-show intitolato Ok, il prezzo è giusto! e condotto da Gigi Sabani. Il pubblico del canale è costituito da uno zoccolo duro di bambini e ragazzi, cui la rete dedica il pomeriggio con lo storico contenitore Bim Bum Bam con Paolo Bonolis e Licia Colò (già in onda dai tempi di Antenna Nord) con la trasmissione dei cartoni animati e degli anime.
Intanto, il 16 ottobre 1984 in tre regioni italiane, i pretori di Roma, Torino e Pescara oscurano le frequenze della rete (insieme a quelle delle consorelle Fininvest, ovvero Canale 5 e Rete 4), misura in seguito annullata da un decreto legge emanato dal governo Craxi I e denominato Decreto Berlusconi consentendo nuovamente la trasmissione dei programmi delle TV commerciali.
Ai giovanissimi è dedicata anche la fascia dell'access prime time: infatti dal 1985 sull'onda dell'anime giapponese Kiss Me Licia, anche la fiction autoprodotta fa capolino sulla rete giovane del gruppo Fininvest, nel 1986 sulla scia del successo dell'anime precedente, viene trasmessa la serie di telefilm Love Me Licia, interpretata da Cristina D'Avena, inoltre in prima serata nella stessa stagione arrivano I ragazzi della 3ª C. Tra le fiction trasmesse anche College.
La rete dedica molto spazio anche alla musica; nel 1984 viene proposto Deejay Television di Claudio Cecchetto, inizialmente al sabato sera e successivamente ogni pomeriggio. Il programma nasce da una costola dell'omonima emittente radiofonica e nei sei anni di vita ospita volti popolarissimi come quelli di Linus, Fiorello e Jovanotti. Il palinsesto del canale è ricco di telefilm come L'uomo da sei milioni di dollari, Kung Fu, Cannon, Agenzia Rockford, Supercar, MacGyver, Simon & Simon, L'uomo di Atlantide, Happy Days, Genitori in blue jeans e Casa Keaton, e soprattutto di cartoni animati statunitensi ed europei a partire dalla metà degli anni 80 come I Puffi, Gli Snorky, Scuola di polizia, The Real Ghostbusters, Tartarughe Ninja alla riscossa, Denny, Vola mio mini pony, Jem, Ti voglio bene Denver, Siamo quelli di Beverly Hills, Alvin rock 'n' roll, Lady Lovely, Siamo fatti così, Conte Dacula, Pippo e Menelao e tanti altri.
La programmazione del canale segue anche un filone trasgressivo e non privo di polemiche, oltre al telefilm Valentina, interpretato da Demetra Hampton ed incentrato sull'omonima eroina dei fumetti disegnata da Guido Crepax, non lascia indifferenti critica e censura l'esperimento del programma Matrioska di Antonio Ricci (che vede tra i suoi protagonisti la pornostar Moana Pozzi), in corsa edulcorato e ribattezzato L'araba fenice. Da segnalare il successo dello show comico Lupo solitario.
In questa fucina di esperimenti televisivi, fa il suo esordio sulle frequenze del canale un programma destinato a una lunga carriera, ovvero il telegiornale satirico Striscia la notizia, in onda a partire dal 1988 con la coppia Ezio Greggio e Gianfranco D'Angelo. La comicità è un filone molto battuto dal network, dai brevi filmati delle comiche di Benny Hill e del programma Smile con Gerry Scotti, ai programmi del gruppo di Antonio Ricci, passando per Emilio, in onda la domenica sera dal 1989 e condotto da Gaspare & Zuzzurro e Athina Cenci, per finire al primo successo della Gialappa's Band, ovvero Mai dire Banzai.
In questa fase, Italia 1 si caratterizza come la rete giovane per eccellenza, con fasce di programmazione dedicate ai bambini e ai ragazzi, non senza punte di ironia e trasgressione.
Negli anni novanta, la rete continua a mantenere una spiccata vena sperimentale, testando format e trasmissioni che, in base al successo, venivano ricollocati sulla rete del gruppo pubblicitariamente più redditizia; Striscia la notizia e Paperissima, dati gli ascolti esorbitanti delle prime edizioni, traslocano su Canale 5.
Il 16 gennaio 1991 Emilio Fede annuncia lo scoppio della prima Guerra del Golfo, dando visibilità e credibilità al primo vero telegiornale delle reti Fininvest, Studio Aperto, allestito in sordina poche settimane prima nonostante la rete non disponesse ancora della diretta. Poco dopo al direttore fondatore viene affidato il TG4, mentre la direzione del telegiornale del canale passa a Vittorio Corona e successivamente a Paolo Liguori.
Grazie alle intuizioni del direttore di rete, Carlo Freccero, per la prima volta arrivano sul canale alcuni programmi di informazione, o meglio infotainment, come L'istruttoria di Giuliano Ferrara e il quotidiano Mezzogiorno italiano di Gianfranco Funari, transfuga dalla Rai nella stagione 1991-92. Alcuni di questi si rivelarono non proprio dei successi, ma contribuirono a dare alla rete maggiore credibilità sul fronte giornalistico. Intanto alcuni esperimenti si rivelano dei veri fallimenti, tra questi lo show preserale Primadonna del 1991, condotto da Eva Robin's e chiuso dopo circa due mesi dalla sua prima puntata.
In questa fase si consolida il successo di Mai dire Gol della Gialappa's Band, condotto da Teo Teocoli (sostituito successivamente e non senza polemiche da un redivivo Claudio Lippi) e Simona Ventura, ma soprattutto ottiene grandissima popolarità il Karaoke condotto da un esordiente Fiorello, in onda dal 1992. Tra i programmi diventati oramai cult, il discusso varietà Non è la Rai, trasferito da Canale 5 e che vede alla conduzione la giovanissima Ambra Angiolini. Questi programmi consolidano il target della rete, sempre più orientato verso i giovani nonostante la promozione dello storico Bim bum bam su Canale 5.
Sempre nei primi anni novanta riscuotono un ottimo successo anche i telefilm per ragazzi Beverly Hills 90210 e lo spin off di Melrose Place, con punte di oltre cinque milioni di spettatori. In effetti la rete riserva sempre ampio spazio alle serie statunitensi, e non solo a quelle di azione. Nel 1989 fa il suo debutto in Italia Baywatch con David Hasselhoff e Pamela Anderson, dapprima in onda in seconda serata e successivamente, considerato che i contenuti non erano così spinti, al pomeriggio.
Nella stagione 1994-96 arrivano alcune sit-com di grande presa sul pubblico giovane, come Willy, il principe di Bel-Air con Will Smith e Bayside School. Anche la fiction di fantascienza fa capolino sulla rete, come il telefilm X-Files, che va in onda in prima serata di domenica.
La seconda metà del decennio vede il ritorno del contenitore pomeridiano di cartoni animati e anime Bim bum bam, e nel 1996 l'inaspettato arrivo di Michele Santoro sulle frequenze del canale, che nel frattempo era diventato parte del gruppo Mediaset, società del gruppo Fininvest. Il giornalista campano condurrà ben tre edizioni di Moby Dick, unico programma di informazione di prima serata. Il canale punta ancora su musica (con Super e il Festivalbar, consolidato appuntamento musicale dell'estate per diversi anni affidato alle cure di Fiorello e Alessia Marcuzzi) e sport (viene arricchito il notiziario sportivo Studio Sport, inoltre continua ad essere proposto Pressing di Raimondo Vianello e Guida al campionato).
Nel 1997 si aggiunge al palinsesto la serie televisiva Walker Texas Ranger interpretata da Chuck Norris, in onda precedentemente su Canale 5, trasmessa in prima serata sino al 2003.
Dal 1991 al 1996, la rete propone prima una parte della stagione (1991-1996) e poi il campionato intero (1996) del mondiale di Formula 1, commentate dall'ex pilota Andrea De Adamich (già conduttore di Grand Prix) e dal giornalista Guido Schittone; dai box intervengono le inviate Patricia Pilchard e Claudia Peroni.
Dal 1994 al 1996 la rete ospita le dirette del Giro d'Italia con le telecronache di Davide de Zan e le rubriche ad esse correlate.
Nel 1997 Giorgio Gori, reduce dalla direzione della rete ammiraglia, prende in mano le redini del canale con l'obiettivo di ridisegnare e rafforzare l'identità di rete e arricchirne la programmazione con delle novità. Il nuovo direttore riporta sulla rete lo show Scherzi a parte e lancia una pletora di nuove produzioni, destinate ad essere i programmi di punta del canale. Tra queste, in prima serata, Matricole, Meteore e Il brutto anatroccolo, show che vedono al timone i volti di Amadeus, Giorgio Mastrota, Marco Balestri, Gene Gnocchi, Amanda Lear, Alessia Merz. Nel 1997 lancia Le Iene con Simona Ventura, sempre più primadonna del canale, e porta nell'access prime time Sarabanda con Enrico Papi. Tra i volti più amati Alessia Marcuzzi che, ceduto Colpo di fulmine alla coppia Michelle Hunziker e Walter Nudo, conduce il magazine Fuego. Anche la comicità ottiene il suo spazio con il laboratorio comico di Zelig, in seconda serata con il titolo Zelig - Facciamo cabaret e il gruppo di Ciro, il figlio di Target, di Gregorio Paolini. Tra le produzioni più trasgressive, vanno in onda i talk show Barracuda con Daniele Luttazzi e Dillo a Wally di Gene Gnocchi, a conferma della grande attenzione che la rete dedica all'ironia intelligente e a tratti sarcastica.

#### Anni 2000: le direzioni Magnaghi e Tiraboschi
In questo decennio vengono proposte le serie di anime giapponesi Dragon Ball e Lupin III. Nel primo pomeriggio, a partire dal 1997, viene collocato il grande successo della longeva serie animata statunitense I Simpson di Matt Groening, che diventerà subito un simbolo e punto di riferimento per la rete anche per il decennio successivo. Nel 2000 debuttano le serie animate Futurama, I Griffin e South Park. Nel 2003 arrivano i cartoni Tom & Jerry (con altre varie serie), i Looney Tunes, quelli di Hanna-Barbera, Braccio di Ferro e La Pantera Rosa. Nel 2004 debutta SpongeBob, mentre nel 2006 viene lanciato American Dad!.
Sull'onda del successo del Grande Fratello (cui il canale dedica una rivisitazione satirica curata dalla Gialappa's Band intitolata Mai dire Grande Fratello), vengono lanciati alcuni reality show con risultati alterni. Tra i reality meno riusciti, Survivor, in onda nel 2001 con la conduzione di Benedetta Corbi (penalizzato dalla mancanza di diretta) e Operazione Trionfo, format spagnolo in onda nel 2002 con la conduzione di Miguel Bosé. In realtà gli ascolti di quest'ultimo furono buoni per la rete ma il programma, a causa della sovrapposizione con Amici, venne considerato un doppione del talent show di Canale 5. In questo stesso periodo riscuote successo il talent show Popstars, condotto da Daniele Bossari, dal quale viene formata a tavolino la girl band delle Lollipop. Nel 2004 viene proposto in pompa magna il reality show Campioni, il sogno con Ilaria D'Amico con la scommessa di trasmettere le gesta sportive della piccola squadra del Cervia, e La Fattoria condotto da Daria Bignardi e poi promosso su Canale 5 grazie agli ottimi risultati d'ascolto.
Anche La talpa di Paola Perego nel 2005 fa capolino sulle frequenze del canale, dopo essere stata proposta da Rai 2, ottenendo buoni riscontri, così come La pupa e il secchione, trasmesso nel 2006 con la conduzione di Federica Panicucci e Enrico Papi e riproposto nel 2010. Continua l'impegno della rete nello sport con il Motomondiale, trasformato in un vero fenomeno mediatico presso il pubblico e trasmesso a partire dal 2002 fino al termine della stagione 2013, le principali partite della Champions League in chiaro fino al 2006 e poi dal 2012 fino al 2015, il notiziario sportivo Studio Sport, che vede l'istituzione dell'edizione delle 13:00, e fino al 2015 le principali partite di UEFA Europa League e la Supercoppa UEFA. Nell'autunno del 2003 il canale trasmette anche WWE Friday Night SmackDown, prima nella versione internazionale di un'ora e qualche anno più tardi, visto il successo di ascolti, nella versione integrale di due ore. Viene consolidato il successo de Le Iene, già in onda dal 1997 e promosso in questo periodo in prima serata, e di Zelig, programma di cabaret poi spostato su Canale 5 dopo l'inaspettato successo dell'edizione del 2003 che contribuisce a lanciare molti comici.
Tra le sitcom autoprodotte, hanno successo Camera Café con Luca e Paolo e Love Bugs con Fabio De Luigi. Anche la Gialappa's Band consacra il successo del format Mai dire..., diventato un vero e proprio show di prima serata di anno in anno piegato alle esigenze di programmazione della rete. La vocazione giovanile della rete si espleta anche nella programmazione di telefilm, punto di forza del canale e diventati in molti casi veri e propri fenomeni cult. Nel 2000 viene proposto Dawson's Creek e dal settembre 2004 The O.C.e Paso Adelante; trovano spazio anche alcune serie come Six feet under e Nip/Tuck, inoltre grandi ascolti vengono raggiunti dalle tre serie di CSI. Tra le sitcom straniere ottengono ampi riscontri di critica e pubblico Dharma & Greg e Will & Grace. Tra i fenomeni televisivi, e di costume, più amati anche Buffy l'ammazzavampiri, Smallville e Ugly Betty. Il più grande successo è riscosso tuttavia dal telefilm Dottor House, ricollocato dati gli eccellenti risultati su Canale 5, secondo la solita logica di riposizionamento dei prodotti di maggiore ascolto, sulla rete più redditizia dal punto di vista commerciale. Dal 2003 al 2006 trova posto nella fascia pomeridiana del sabato dell'emittente Top of the Pops, storico programma musicale precedentemente in onda su Rai 2 e condotto da Daniele Bossari. Dal 2002 si insedia alla direzione Luca Tiraboschi, che dal 2004 testa numerosi quiz televisivi nella fascia dell'access prime time, tra questi il rifacimento del vecchio Gioco dei 9, il Mercante in fiera e, dal 2007 al 2009, una riedizione de La ruota della fortuna, storico quiz di Mike Bongiorno affidato alle cure di Enrico Papi coadiuvato da Victoria Silvstedt.
Per un paio di stagioni la seconda serata della rete è appannaggio del talk show Cronache marziane di Fabio Canino. Nella stagione 2009-2010 viene trasmesso in seconda serata il programma Chiambretti Night condotto da Piero Chiambretti, scippato a LA7 perché fortemente voluto dal vicepresidente di Mediaset Pier Silvio Berlusconi. Nella stagione successiva viene promosso sulla rete ammiraglia, Canale 5, visto il grande successo ottenuto. Uno dei successi più grandi è il programma comico Colorado Cafè ora chiamato semplicemente Colorado: nato per la necessità di colmare il vuoto lasciato da Zelig, dopo una partenza in sordina ottiene la prima serata con la conduzione di Diego Abatantuono e poi con quella di Rossella Brescia coadiuvata negli anni da Giovanni Cacioppo, Carla Signoris, Beppe Braida e Nicola Savino. Nel 2009 nascono nuove produzioni, tra cui Mistero, che tratta argomenti pseudoscientifici, e Wild - Oltrenatura, condotto da Fiammetta Cicogna.

#### Anni 2010
Nel 2010 nasce un programma di divulgazione scientifica, Fenomenal, condotto da Teo Mammucari con il Mago Forest, programma che ottiene un buon successo di pubblico, tanto da essere riproposto nella stagione successiva. Dall'8 luglio al 5 agosto 2010 ritorna Sabrina Salerno con Mitici '80, una ricognizione sulle mode e tendenze degli anni ottanta in chiave trasgressiva e sexy, con la partecipazione di Raffaella Fico e Melita Toniolo, che ottiene un buon successo. Nell'autunno dello stesso anno, si punta decisamente alle produzioni storiche, con il passaggio da Canale 5 di Zelig Off, il laboratorio di comici da cui poi scaturiscono gli artisti che vanno in prima serata sull'ammiraglia. Inoltre vengono proposte serie come FlashForward e The Vampire Diaries. In più, sitcom come All Stars e Ale e Franz Sketch Show e The Call, che vedeva al suo centro gli scherzi telefonici, condotto da Teo Mammucari, programma che non avrà molto successo. Invece, la fascia dell'access, dall'8 novembre, viene occupata da Trasformat condotto da Enrico Papi insieme a Raffaella Fico e Katia Follesa e successivamente con Francesca Cipriani.
Dalla stagione primaverile in poi, la rete vedrà nascere nuovi programmi, tra cui Plastik - Ultrabellezza, dedicato al mondo della chirurgia estetica, condotto da Elena Santarelli, e un nuovo reality, Uman - Take Control!, condotto da Rossella Brescia e Mago Forest, sospeso però dopo la seconda puntata per via dei bassi ascolti ottenuti. Poi l'11 maggio viene trasmesso il film Twilight, primo film trasmesso in un canale televisivo gratuito in prima visione. Infine il docu-reality Tamarreide, condotto da Fiammetta Cicogna, incentrato sul viaggio di otto giovani, definiti "tamarri", a bordo di un camper in diverse città italiane, che avrà uno scarso riscontro da parte del pubblico, soprattutto per via di varie critiche ricevute. Nell'autunno 2011 la rete vede l'arrivo di Belén Rodríguez e Paolo Ruffini che conducono la nuova edizione di Colorado sostituendo Rossella Brescia e Nicola Savino; c'è un cambio della guardia anche a Le Iene: Luca Argentero ed Enrico Brignano sono i nuovi compagni di Ilary Blasi sostituendo Luca e Paolo. Viene proposto un nuovo game-show presentato da Teo Mammucari in prima serata intitolato The Cube. Dall'autunno 2011 nella seconda serata domenicale torna anche il talk-show sportivo Controcampo dopo due stagioni passate su Rete 4 e l'arrivo di Tessa Gelisio alla conduzione di Cotto e mangiato al posto di Benedetta Parodi. Nel novembre 2011 torna a Italia 1 Piero Chiambretti con un nuovo varietà di prima serata intitolato Chiambretti Muzik Show in cui ospita cantanti famosi; la prima puntata vede l'intervento di Laura Pausini ma il programma non ottiene il successo sperato e nel gennaio 2012 ne viene modificata la formula ed è reintitolato inizialmente Chiambretti Show e definitivamente in Chiambretti Sunday Show - La Muzika sta cambiando.
A partire da giugno 2012 i cartoni animati della fascia Bim bum bam e di altri programmi per ragazzi, sono stati collocati in programmazione mattutina, perché cancellati nella fascia pomeridiana per fare spazio a sitcom e serie TV.
Nel settembre 2013 ci fu la scomparsa per un anno e tre mesi dei cartoni animati e degli anime nella fascia mattutina (da aprile a settembre 2013 la trasmissione era limitata solo al week-end) e l'arrivo del Campionato mondiale Superbike, che dalla stagione 2014 fino al termine della stagione 2018 ha preso il posto del Motomondiale, i cui diritti sono passati a Sky. L'estate ha visto il ritorno Enrico Papi con Top One, game show pomeridiano presente anche nel daytime invernale con una seconda edizione. Ad affiancarlo è arrivata un'altra nuova produzione, vale a dire Salvi chi può, breve show a metà tra sitcom e candid camera con Enzo Salvi.
Dal 2014 il canale trasmette il day-time dei reality di Canale 5 Grande Fratello, Grande Fratello VIP e L'isola dei famosi. La primavera 2014 ha visto un ridimensionamento del daytime con tre nuove produzioni pomeridiane: Vecchi bastardi con Paolo Ruffini, Urban Wild con Federico Costantini e Come mi vorrei presentato da Belén Rodríguez, con il compito di rilanciare la fascia del pomeriggio. Questo nuovo palinsesto, fortemente voluto dall'allora direttore Luca Tiraboschi, è però stato un insuccesso considerati i bassi dati di ascolto di tutti e tre i programmi. Solo Vecchi bastardi è continuato ad andare in onda fino all'autunno 2014, come tappabuchi estivo e fuori dal periodo di garanzia. Inoltre dopo i tre programmi è stata trasmessa in prima TV la stagione 24 de I Simpson. Dalla tarda primavera è tornato Piero Chiambretti con un nuovo programma per la seconda serata, intitolato Chiambretti Supermarket. Per il palinsesto 2014-2015 viene confermato in prima serata Le Iene, con Ilary Blasi, Teo Mammucari e la Gialappa's band e nella seconda serata Tiki Taka - Il calcio è il nostro gioco, condotto dal giornalista sportivo Pierluigi Pardo, coadiuvato da numerosi ospiti in studio. Il giovedì vanno in onda le partite della fase a gironi dell'Europa League, in esclusiva free.

#### La direzione Casarotto
Il 3 novembre 2014 viene annunciato l'abbandono di Luca Tiraboschi dalla carica di direttore di Italia 1 dopo 12 anni e viene nominata al suo posto Laura Casarotto; è la prima volta che una donna diventa direttrice di una rete televisiva generalista italiana. Dal 22 dicembre 2014 viene ripristinata la fascia mattutina dei cartoni animati storici (tra cui Heidi, I Puffi, Scuola di polizia, Kiss Me Licia, L’incantevole Creamy, Mila e Shiro, Orange Road, Magica magica Emi, Occhi di gatto, C’era una volta… Pollon, L’ape Maia, Lady Oscar, Holly e Benji, Pippi Calzelunghe, Anna dai capelli rossi, Il laboratorio di Dexter, Tazmania, Tom e Jerry, Looney Tunes, Braccio di Ferro) che per l'occasione torna a essere un programma contenitore, intitolato Latte e cartoni. È il primo contenitore per i cartoni animati trasmesso da Italia 1 dopo la soppressione di Ciao ciao.
Nel 2015 viene trasmessa la serie TV The Flash; torna X-Love, programma realizzato dalla redazione de Le Iene e condotto da Nina Palmieri. A febbraio è partita la nuova edizione di Colorado, con il ritorno alla conduzione di Paolo Ruffini e l'arrivo di Diana Del Bufalo, mentre a ottobre vengono sostituiti da Luca e Paolo.
Dal 9 marzo al 29 maggio sono state trasmesse due nuove produzioni Videonews: Fattore umano e Notorius. Dal 30 marzo al 29 maggio 2015, a 20 anni di distanza dalla prima chiusura, è tornato in onda Karaoke, sempre nell'access prime time, condotto da Angelo Pintus. Lunedì 20 aprile è andato in onda About Love, condotto da Anna Tatangelo e Alvin, durato solamente una puntata a causa dei bassi ascolti registrati. Dal 21 maggio al 4 giugno è andato in onda Shark Tank, un reality dedicato al mondo degli aspiranti imprenditori e delle start-up. In estate sono partite la trasmissione dei telefilm The Night Shift e Chicago P.D., spin-off di Chicago Fire. Dal 30 agosto 2015, in prima visione mondiale, è trasmessa la serie animata Lupin III - L'avventura italiana, con i primi quattro episodi, per traslocare successivamente in seconda/terza serata.
Nell'autunno 2015 è andato in onda Open Space, talk show realizzato dalla produzione de Le Iene e condotto da Nadia Toffa.
Il 18 e 25 febbraio 2016 sono state trasmesse due puntate di Maggioranza assoluta, un talk-game condotto da Pierluigi Pardo in seconda serata, mentre da aprile, sempre in seconda serata, parte il programma comico Emigratis, condotto dal duo Pio e Amedeo. Dal 10 maggio 2016 in prima visione parte Blindspot, una serie statunitense. Dal 12 maggio, invece parte Flight 616 un adventure dating show condotto da Paola Barale.
Dal 5 giugno 2016 parte in seconda serata Italian Pro Surfer, il primo talent dedicato al surf, condotto da Le Donatella.. Dal 14 luglio 2016 parte il nuovo programma The Secret Millionaire, che tratta di milionari sotto una veste povera per poter aiutare i più meritevoli. Dal 2 settembre va in onda Supergirl in prima TV ogni venerdì in prima serata. Il 15 settembre 2016 va in onda in prima serata 101% Pucci, un one man show condotto dal comico Andrea Pucci. Dal 22 settembre parte invece la nuova edizione di Colorado condotto da Paolo Kessisoglu e Luca Bizzarri. Dal 28 settembre parte il nuovo music show Bring the Noise condotto da Alvin. Dal 23 ottobre parte Gogglebox dove le famiglie italiane comodamente sedute sul loro divano di casa commentano i programmi in TV. Dal 5 dicembre 2016 trasmette in prima visione Lethal Weapon. Dal 23 dicembre 2016 all'8 gennaio 2017 trasmette in prima visione i primi 27 episodi dell'anime Dragon Ball Super.
A 20 anni dalla prima puntata torna il 13 giugno 2017 Sarabanda, il quiz musicale condotto da Enrico Papi, trasmesso in diretta per tre appuntamenti speciali. Dopo 8 anni di assenza, dal 14 giugno 2017 torna in onda il programma Buona la prima! con Ale e Franz di cui viene trasmessa la quarta stagione. Dal 2017 va in onda, per la prima volta su una rete televisiva nazionale, lo show musicale itinerante Battiti Live, realizzato dal Gruppo Norba e condotto da Alan Palmieri ed Elisabetta Gregoraci, dove si esibiscono artisti italiani e internazionali. Il 7 settembre viene trasmesso il meglio delle 5 puntate in uno spin-off del programma musicale intitolato Battiti Live Compilation. Nell'autunno 2017 va in onda il nuovo varietà del comico cabarettista Andrea Pucci, intitolato Big Show con la partecipazione di Katia Follesa. Dal 15 dicembre 2018 trasmette in prima visione Lupin III - Ritorno alle origini, la quinta serie della saga di Lupin III.
A partire dal 12 gennaio 2019, viene cancellato definitivamente anche il sabato nella fascia preserale con i film di commedia e animazione (alcuni film trasmessi in passato nel preserale, vengono trasmessi in seconda serata). Dalla stessa data viene sostituita dalle serie Crime andando in onda tutti i giorni nella fascia preserale.

#### Anni 2020
Dal 2020, torna a distanza di 10 anni La pupa e il secchione. Sul canale approda la serie Miracle Workers: Dark Ages, poi la mattina sempre nello stesso mese trasmette in prima visione le puntate nuove di Black-ish.
A gennaio 2021, debutta nel primo pomeriggio la serie animata Duncanville, sospesa dopo soltanto due episodi per i bassi ascolti e ripresa in estate nella terza serata del sabato sera. A partire da giugno viene terminato l'anime Captain Tsubasa con la trasmissione degli episodi rimanenti nel primo pomeriggio.
Nel corso del 2021 vengono acquistati i diritti delle repliche della serie NCIS - Unità anticrimine e dello spin off NCIS: New Orleans, che vengono trasmesse nella fascia dell'access prime time, facendo registrare ottimi risultati d'ascolto.
Da agosto 2021, vengono trasmesse in esclusiva in chiaro 2 partite (1 andata e 1 ritorno) degli spareggi della UEFA Champions League 2021-2022 e, in esclusiva le partite della Coppa Italia a partire dai trentaduesimi.
Nell'autunno 2021 vengono proposte novità come Buoni o cattivi, programma di inchieste condotto da Veronica Gentili, Mystery Land con Alvin e Aurora Ramazzotti, sospeso dopo due puntate a causa dei bassi ascolti, e Honolulu, varietà comico che prende il posto di Colorado e presentato da Fatima Trotta e Francesco Mandelli. Nel 2022 debutta Back to School, con la conduzione di Nicola Savino. Da settembre 2022, va in onda Italia 1 on stage che segue gli spettacoli teatrali dei comici lanciati dalla rete.
Da aprile 2022 nel pomeriggio la rete opta per sostituire le sitcom in replica con delle serie action e crime: Magnum P.I, NCIS: Los Angeles, Lethal Weapon, The Mentalist, Person of Interest e NCIS: New Orleans.
Dal 10 gennaio 2023, i programmi prima trasmessi nel formato 4:3, tra cui storici cartoni animati statunitensi ed europei, anime giapponesi e alcune vecchie serie autoprodotte, vengono riadatti al formato 16:9 pillarbox e trasmessi solo in HD, dal momento che la versione in definizione standard è stata eliminata dal digitale terrestre il 21 dicembre 2022, come avvenuto per tutti gli altri canali del gruppo.
Il 10 giugno 2024, la fascia mattutina del contenitore Latte e Cartoni viene cancellata dopo quasi 10 anni dal debutto e dallo stesso giorno viene sostituita da serie tv e crime, eccetto nel weekend in cui i cartoni animati vanno in onda senza un contenitore.

## Diffusione
Attualmente il canale è diffuso solo in alta definizione sul mux Mediaset 3 alla LCN 6 e duplicato sulle posizioni 106 e 506, sul satellite su Tivùsat alla LCN 6, su Sky alla LCN 106 (Hotbird) e in streaming su Mediaset Infinity, TIMvision e Sky Go.
Dal 3 febbraio 2004 il canale è visibile gratuitamente anche sul digitale terrestre nelle zone coperte dal mux Dfree, spostandosi successivamente nel multiplex Mediaset 2 (allora denominato Mediaset B) e più tardi, anche nel Mediaset 4.
Il 9 aprile 2009, con la serie televisiva Smallville, per la prima volta nella storia dei canali generalisti Mediaset, viene trasmesso un evento interamente in formato 16:9; le trasmissioni nel nuovo formato avvengono esclusivamente sulla televisione digitale terrestre. Dal 1º novembre dello stesso anno vengono trasmessi in 16:9 anche gli spazi pubblicitari, i promo e i bumper di rete e dal 21 giugno 2011 anche Studio Aperto, che per l'occasione rinnova grafica e studio.
A partire dall'8 settembre 2015 il canale, insieme a Canale 5 e Rete 4, è stato eliminato dalla piattaforma Sky Italia in seguito ai mancati accordi tra quest'ultima e Mediaset; tuttavia, il 2 gennaio 2019 vi ci fa ritorno assieme a tutti i canali del gruppo.
Dal 30 gennaio 2023 il canale è visibile anche tramite l'applicazione Sky Go su smartphone, tablet e PC.

### Italia 1 HD
Dal 28 agosto 2012 la rete viene trasmessa in HD su tutto il territorio italiano, inizialmente sul mux Mediaset 2 all'LCN 506 con il nome di Italia 1 HD. Di fatto, dalla fine di luglio 2011, era stato già attivato sul mux Mediaset 6 esclusivamente in Sardegna. Il 28 maggio 2013 è stata spostata sul multiplex La3. Il 15 febbraio 2018 il canale ha iniziato a trasmettere in alta definizione anche sulla piattaforma satellitare Tivùsat. Il 6 novembre 2018 Mediaset ne sposta la frequenza sul multiplex Mediaset 3.

### Italia 1 SD
È stata la versione in definizione standard di Italia 1. Il 29 ottobre 2021 è stata eliminata sul satellite. Stessa cosa è avvenuta anche su Mediaset Infinity e infine sul DTT il 21 dicembre 2022.

### Italia 1 +1
Era la versione timeshift di Italia 1 che ne ritrasmetteva la programmazione indietro di un'ora, visibile dal 26 novembre 2010 nelle zone coperte dal mux Mediaset 6, dall'11 luglio 2011 sul mux Mediaset 5 e dal 1º agosto 2011 esclusivamente in Sardegna. È stata disponibile dal 23 febbraio 2009 al 1º marzo 2012.

### Servizi interattivi
Italia 1 ha avuto un servizio interattivo denominato Italia 1 Plus, disponibile dal 2006 al 2009. Era presente solo sul digitale terrestre e permettava di accedere a svariati contenuti, oltre alla visione di alcune serie in prima visione in chiaro ogni lunedì, martedì e mercoledì alle 21:00, tra cui Lost Universe.

#### Servizi
- MediaVideo: versione interattiva del Mediavideo analogico con le notizie e un oroscopo.
- Meteo: applicazione sulle previsioni meteorologiche per le successive 24 ore/3 giorni.
- Stasera in TV: indicava la programmazione in prima serata delle tre reti generaliste.
- Citymat: contatto interattivo con la pubblica amministrazione.
- Varie pubblicità interattive

#### Applicazioni
Le applicazioni erano disponibili solamente collegando il decoder per il digitale terrestre o la televisione ad internet ed essere un apparecchio con Bollino Gold di DGTVi.
- Portale Giochi: applicazione con 4 giochi, ovvero 6 Signs, Color Block, Finder e Trappola Invisibile.
- Cinema 1: era un'applicazione interattiva con la trama, il cast e curiosità sul film al momento in onda su Italia 1. Con determinati titoli, era possibile sceglierne l'audio originale.
- Italia 1 Teen: spazio dedicato ai giovani con news, curiosità e la possibilità di inviare SMS all'applicazione e rivederli in TV.
- Controcampo: applicazione con tutti i risultati della giornata appena conclusa di calcio.
- Studio Aperto Interattivo: consentiva l'intera visione dell'edizione del giorno di Studio Aperto o i 3 servizi più importanti del telegiornale, visibile su uno schermo diviso in 4.
- TGcom
- Sport Mediaset

## Orari delle trasmissioni
Nei primi anni di trasmissioni l'orario di apertura era alle 8:30, spostandolo nel 1988 alle 7:15 circa, ad eccezione nei weekend. Nel corso degli anni l'orario di fine trasmissioni venne fissato a orari variabili tra l'1:30 e le 2:45/3:00. Dal 1991 a oggi, Italia 1 ha iniziato a trasmettere 24h su 24 7 giorni su 7.

## Palinsesto attuale

### Programmi televisivi

#### Informazione
- Ciak News (dal 1986)
- Studio Aperto (dal 1991, anche su TGcom24)
- Le Iene (dal 1997)
- Super Partes (dal 1999, anche su Canale 5 e Rete 4)
- TGcom24 (dal 2011, anche su Rete 4, 20, Iris, Twentyseven, La5, Cine34, Focus, Top Crime, Italia 2, TGcom24 e Mediaset Extra)
- Studio Aperto MAG (dal 2012)
- meteo.it (dal 2013, anche su Rete 4, Canale 5, 20, Iris, Twentyseven, La5, Cine34, Focus, Top Crime, Italia 2, TGcom24 e Mediaset Extra)
- Drive Up (dal 2018, anche su Rete 4)
- E-Planet (dal 2018)
- Le Iene presentano: Inside (dal 2022)

#### Programmi musicali
- Sarabanda Celebrity (dal 2025)
- Yoga Radio Bruno Estate (dal 2025, anche su Radio Bruno, prima su Toscana TV e  La5)

#### Intrattenimento
- Paperissima Sprint (1990, dal 2025, prima su Canale 5)
- 6 come 6 (dal 2001)
- Cotto e mangiato (dal 2008)
- Grande Fratello (2014-2015, 2018-2019, dal 2023, day-time, anche su Rete 4, Canale 5, La5, Mediaset Extra e Mediaset Infinity)
- L'isola dei famosi (2015-2019, 2021-2022, dal 2024, day-time, anche su Canale 5, La5 e Mediaset Extra, prima su Rai 2)
- Backstage Battiti Live (dal 2017)
- Italia 1 On Stage (dal 2022)
- Zelig Lab (dal 2024)
- Sfida impossibile (dal 2024)

#### Sport
- Coppa Italia (1997-1999, dal 2021, anche su Canale 5 e 20)
- Sport Mediaset (dal 1991, anche su TGcom24, prima anche su Premium Sport e Italia 2)[48]
- Sport Mediaset XXL (dal 2010)
- Formula E (dal 2017)
- Coppa Italia LIVE (dal 2021)
- Pressing (dal 2021, prima su Canale 5)
- Sport Mediaset Monday Night (dal 2023)
- National Football League (dal 2024)
- Super Bowl (dal 2024)

### Serie TV
- Chicago Fire
- Chicago P.D.
- Chicago Med
- Law & Order - I due volti della giustizia
- Law & Order - Unità vittime speciali
- NCIS - Unità anticrimine (st. 1-17)
- NCIS: New Orleans
- NCIS: Los Angeles
- CSI - Scena del crimine
- CSI: Miami
- CSI: New York
- Person of Interest
- The Mentalist
- The Equalizer
- The Middle
- The Big Bang Theory
- Due uomini e mezzo
- Schitt's Creek
- CHiPs
- Supercar

### Cartoni animati
- I Simpson
- I Griffin
- American Dad!
- The Tom & Jerry Show
- Scooby-Doo and Guess Who?

### Contenitori
- Comedy Uno
- Cinema Uno
- Lunch Time
- OneChicago
- Simpson Halloween

## Annunciatrici
In passato Italia 1 ha avuto le sue annunciatrici. La storica signorina buonasera della rete è stata Gabriella Golia, che ha ricoperto tale ruolo per vent'anni, dal 1982 al 2002.
Altre annunciatrici della rete furono: Maria Grazia Rondi e Orietta Meli (nel 1982), Veronica Ghinzani (dal 1982 al 1984), Fiorella Pierobon (dal 1982 al 1984, in seguito divenuta annunciatrice ufficiale di Canale 5), Licia Colò e Dania Cericola (entrambe dal 1982 al 1985), Paola Perego (nel 1985), Manuela Blanchard (dal 1985 al 1986), Patrizia Nanetti (dal 1987 al 1990), Emanuela Folliero (dal 1990 al 1991, in seguito divenuta annunciatrice ufficiale di Rete 4) e Karin Nimatallah (dal 1990 al 1995).
Il 21 dicembre 2002 è stata la prima rete televisiva italiana a eliminare la figura della signorina buonasera.

## Speaker
Dal 1982 al 1998 lo speaker di Italia 1 è stato il doppiatore Fabrizio Casadio.
Dal 2000 al 2009 lo speaker di Italia 1 è stato Massimo Braccialarghe, poi, dopo una serie di avvicendamenti, a partire dal 2009 lo speaker è Raffaele Farina (il quale lo è stato anche dal 1998 al 2000). Per brevi periodi durante il periodo estivo o invernale, si sono alternati anche nei promo Giorgio Melazzi e Paola Della Pasqua dal 2000 al 2001, Marco Troiano dal 2003 al 2019, Luca Ghignone nel gennaio 2011, Paolo De Santis nel giugno 2011, Roberto Palermo nell'agosto 2020, Diego Sabre e Luca Bottale da agosto a settembre 2021, Claudio Moneta, Gianluca Iacono e Andrea Piovan nell'agosto 2022. Gianluca Iacono lo è stato anche ad agosto 2023 e ad agosto 2024. Dall'agosto 2025 torna Luca Bottale a sostituire temporaneamente Raffaele Farina.

## 6 come 6
6 come 6 è un progetto lanciato nell'ottobre 2001, che consiste in una serie di bumper pubblicitari della rete, della durata di 3 secondi, scelti tra quelli inviati dai telespettatori che dicono "ITALIA UNO!" in svariate situazioni. Le prime 200 clip sono state realizzate in giro per l'Italia dai registi Alberto Traverso ed Elena Andreoli, fondatori dell'agenzia Snatch di Milano, la quale grazie a questa campagna si è aggiudicata il Premio Speciale della Giuria e il Premio Cenacolo Editoria ed Innovazione di Assolombarda 2002 (giuria presieduta da Umberto Eco). La campagna, denominata Gente di Italia Uno, è il primo caso di contenuto generato dagli utenti ad essere divenuto virale. L'11 febbraio 2018 è stata rinnovata la grafica contenente le clip.
Nei primi mesi del 2002, l’emittente ha invitato i telespettatori ad inviare i propri video (sia digitali che su videocassetta), tramite il promo “Italia Uno vuole la tua testa”.

## Ascolti

### Share mensile di Italia 1
*Giorno medio mensile su target individui 4+.
| Anno | Gen   | Feb   | Mar   | Apr    | Mag    | Giu    | Lug    | Ago    | Set    | Ott    | Nov   | Dic   | Media anno |
| ---- | ----- | ----- | ----- | ------ | ------ | ------ | ------ | ------ | ------ | ------ | ----- | ----- | ---------- |
| 2008 |       |       |       |        |        |        |        |        |        |        |       |       | 10,83%     |
| 2009 | 9,85% | 9,63% | -     | 10,51% | 10,56% | 12,09% | 11,66% | 11,15% | 10,68% | 10,23% | 9,71% | 9,39% | 10,50%     |
| 2010 | 9,00% | 8,67% | 9,09% | 9,35%  | 9,71%  | 9,49%  | 9,85%  | 9,39%  | 9,22%  | 8,97%  | 8,97% | 8,62% | 9,19%      |
| 2011 | 8,25% | 7,92% | 8,24% | 8,31%  | 8,37%  | 8,89%  | 9,01%  | 8,57%  | 8,20%  | 8,42%  | 7,95% | 7,82% | 8,32%      |
| 2012 | 7,85% | 7,54% | 7,64% | 7,89%  | 7,81%  | 7,62%  | 7,44%  | 6,84%  | 7,20%  | 6,98%  | 6,62% | 6,46% | 7,33%      |
| 2013 | 6,47% | 6,43% | 6,58% | 6,34%  | 6,59%  | 6,75%  | 6,69%  | 6,45%  | 6,63%  | 6,43%  | 6,49% | 6,54% | 6,53%      |
| 2014 | 6,15% | 6,04% | 6,10% | 5,84%  | 5,63%  | 5,71%  | 6,08%  | 6,44%  | 6,25%  | 5,95%  | 5,75% | 6,05% | 5,99%      |
| 2015 | 5,54% | 5,46% | 5,95% | 5,94%  | 5,47%  | 5,79%  | 5,92%  | 5,84%  | 5,51%  | 5,53%  | 5,56% | 5,44% | 5,66%      |
| 2016 | 5,52% | 5,07% | 5,33% | 5,27%  | 4,97%  | 4,91%  | 5,40%  | 5,10%  | 5,11%  | 5,20%  | 5,33% | 5,45% | 5,22%      |
| 2017 | 5,00% | 4,80% | 5,19% | 5,00%  | 4,96%  | 5,00%  | 5,16%  | 4,96%  | 4,77%  | 5,04%  | 4,98% | 5,23% | 5,01%      |
| 2018 | 4,67% | 4,69% | 5,13% | 4,77%  | 4,65%  | 9,10%  | 4,62%  | 4,62%  | 4,38%  | 4,65%  | 4,63% | 4,61% | 5,00%      |
| 2019 | 4,57% | 4,47% | 4,78% | 4,85%  | 4,39%  | 4,50%  | 4,65%  | 5,07%  | 4,89%  | 5,26%  | 5,26% | 5,41% | 4,83%      |
| 2020 | 4,87% | 4,34% | 5,04% | 4,87%  | 4,54%  | 4,63%  | 4,71%  | 4,87%  | 4,66%  | 4,70%  | 4,75% | 4,84% | 4,73%      |
| 2021 | 4,38% | 4,50% | 4,53% | 4,54%  | 4,39%  | 4,21%  | 4,36%  | 4,51%  | 4,20%  | 4,15%  | 4,14% | 4,25% | 4,35%      |
| 2022 | 4,30% | 3,93% | 4,24% | 4,46%  | 4,90%  | 5,00%  | 5,24%  | 4,88%  | 4,64%  | 4,65%  | 4,58% | 4,81% | 4,59%      |
| 2023 | 4,82% | 4,42% | 4,63% | 4,73%  | 4,57%  | 4,62%  | 5,08%  | 4,68%  | 4,84%  | 4,61%  | 4,73% | 4,91% | 4,71%      |
| 2024 | 4,79% | 4,44% | 4,71% | 4,74%  | 4,70%  | 4,72%  | 4,49%  | 4,73%  | 4,87%  | 4,93%  | 4,81% | 5,00% | 4,75%      |
| 2025 | 5,01% | 4,80% | 5,20% | 5,20%  | 5,08%  | 5,32%  |        |        |        |        |       |       |            |

## Direttori
| Nome                | Periodo   |
| ------------------- | --------- |
| Quintilio Tombolini | 1982-1983 |
| Carlo Freccero      | 1983      |
| Carlo Freccero      | 1991-1992 |
| Roberto Giovalli    | 1983-1989 |
| Roberto Giovalli    | 1999-2001 |
| Giorgio Gori        | 1989-1991 |
| Giorgio Gori        | 1997-1999 |
| Carlo Vetrugno      | 1992-1997 |
| Stefano Magnaghi    | 2001-2002 |
| Luca Tiraboschi     | 2002-2014 |
| Laura Casarotto     | dal 2014  |

## Loghi

Dal 3 gennaio 1982 al 27 settembre 1989
In uso dal 27 settembre 1989